# Finnische Badmintonmeisterschaft 1957
Die Finnische Badmintonmeisterschaft 1957 fand in der Brobergska Samskolan in Helsinki statt. Es war die dritte Austragung der nationalen Titelkämpfe von Finnland im Badminton.

## Titelträger
| Disziplin    | Sieger                        |
| ------------ | ----------------------------- |
| Herreneinzel | Lars Palmén                   |
| Dameneinzel  | Terttu Weckström              |
| Herrendoppel | Lars Palmén Stig Wassenius    |
| Damendoppel  | nicht ausgetragen             |
| Mixed        | Lars Palmén Anne-Marie Palmén |